# Gare d'Ōtsu
La gare d'Ōtsu (大津駅, Ōtsu-eki) est une gare ferroviaire située à Ōtsu, dans la préfecture de Shiga au Japon.

## Situation ferroviaire
La gare se trouve au point kilométrique (PK) 503,6 de la ligne principale Tōkaidō.

## Histoire
L'actuelle gare d'Ōtsu a ouvert le 1er août 1921. Auparavant, le nom de gare d'Ōtsu a été porté par les actuelles gares de Hama-Ōtsu (1880-1913) et Zeze (1913-1921).

## Service des voyageurs

### Accueil
La gare dispose d'un bâtiment voyageurs, avec guichets, ouvert tous les jours.

### Desserte

#### JR West
- Ligne Biwako :
  - voies 1 et 2 : direction Kusatsu et Maibara
  - voies 3 et 4 : direction Kyoto et Osaka